# Langcliffe
Langcliffe är en ort och civil parish i Storbritannien.   Den ligger i grevskapet North Yorkshire och riksdelen England, i den centrala delen av landet, 300 km nordväst om huvudstaden London. Langcliffe ligger 193 meter över havet och antalet invånare är 333.
Terrängen runt Langcliffe är huvudsakligen kuperad, men söderut är den platt. Runt Langcliffe är det ganska glesbefolkat, med 47 invånare per kvadratkilometer. Närmaste större samhälle är Settle, 1,4 km söder om Langcliffe. Trakten runt Langcliffe består i huvudsak av gräsmarker.